# Episodi di Skins (seconda stagione)

Logo della serie televisiva

La seconda stagione della serie televisiva Skins è stata trasmessa per la prima volta dal 15 giugno 2008 su Jimmy e in chiaro dal 28 settembre 2008 su MTV. Nel mese di dicembre 2009 è stata replicata sul canale Mya di Mediaset Premium.
| nº | Titolo        | Prima TV UK      | Prima TV Italia |
| -- | ------------- | ---------------- | --------------- |
| 1  | Tony & Maxxie | 11 febbraio 2008 | 19 giugno 2008  |
| 2  | Sketch        | 18 febbraio 2008 | 26 giugno 2008  |
| 3  | Sid           | 25 febbraio 2008 | 3 luglio 2008   |
| 4  | Michelle      | 3 marzo 2008     | 10 luglio 2008  |
| 5  | Chris         | 10 marzo 2008    | 17 luglio 2008  |
| 6  | Tony          | 17 marzo 2008    | 24 luglio 2008  |
| 7  | Effy          | 24 marzo 2008    | 31 luglio 2008  |
| 8  | Jal           | 31 marzo 2008    | 7 agosto 2008   |
| 9  | Cassie        | 7 aprile 2008    | 14 agosto 2008  |
| 10 | Everyone      | 14 aprile 2008   | 21 agosto 2008  |

## Tony & Maxxie
- Diretto da: Aysha Rafaele
- Scritto da: Bryan Elsley

Dopo l'incidente avvenuto nell'ultima puntata della stagione precedente, Tony Stonem viene aiutato molto da Maxxie. Nella prima puntata della seconda serie viene fatta infatti una panoramica della sua vita, sconvolta tragicamente da quel terribile incidente che l'ha, tra l'altro, mandato in coma. Tony ha problemi di memoria e di movimento, tanto che ha bisogno di essere aiutato, persino quando va in bagno. Gli altri ragazzi cercano di divertirsi organizzando feste alle quali lui non può partecipare, quindi si sente emarginato. In particolare si sente abbandonato da Sid, anche se gli è stato vicino per tutto il periodo del coma, leggendogli libri, e stando con lui finché per disperazione lo ha abbandonato. Nella prima puntata si vede Sid che si fidanza con Cassie, ma lei parte comunque per la Scozia come aveva programmato, quindi si sentono via chat, per via epistolare e inviandosi reciprocamente dei video. La puntata mostra anche la situazione familiare di Maxxie, il cui padre muratore, nonostante sappia che il figlio ha talento da vendere come ballerino, non gli consente di andare a dei provini, perché vuole che lavori con sé come muratore. I giovani vicini di Maxxie lo prendono sempre in giro per la sua omosessualità. In particolare un ragazzo lo offende sempre, tanto da suscitare l'ira del padre. Maxxie danza per strada e sul tetto di un palazzo, dove però si accorge di essere spiato e fotografato.
Nel corso di una festa Tony si sottrae dal corteggiamento di Abigain, che tenta di riconquistarlo, ma lui finge di non ricordare chi sia. Insieme a Tony, alla festa c'era anche Effy. Maxxie si trova ad essere inseguito dai vicini di casa : sono dei bulli, razzisti, delinquenti, che lo vogliono picchiare sia perché è gay che per come suo padre li ha trattati, ma un ragazzo, che lo offendeva in continuazione, lo aiuta a seminarli, si rivela essere anche lui, omosessuale.

## Sketch
- Diretto da: Aysha Rafaele
- Scritto da: Jack Thorne

Puntata dedicata quasi completamente a Sketch, soprannome di Lucy, una nuova ragazza della serie, che si rivelerà poi colei che fotografava Maxxie quando ballava nel corso del primo episodio. Sketch si è innamorata follemente di Maxxie, e vive in un condominio vicino al suo, insieme alla madre disabile che deve accudire e alla quale mente, dicendo che lui è il suo fidanzato. Sapendo che Maxxie è omosessuale si veste come un maschio e gli lascia dei regali nell'armadietto a scuola. Una notte, dopo una festa in maschera si infiltra addirittura in casa sua restando sotto il letto fino al mattino seguente. Quando Maxxie trova una molletta per capelli in camera sua si insospettisce e successivamente scopre che è di Sketch. Alla recita teatrale Michelle non riesce ad esibirsi in quanto viene intossicata da Sketch che prenderà il suo posto nell'esibizione. Nel corso della recita, dopo il bacio finale tra Maxxie e Sketch, il ragazzo le riferisce di non aver provato nulla e le impone di lasciarlo in pace. L'episodio si conclude con Sketch che va a trovare Anwar e lo seduce portandolo a letto, ma, mentre copulano lei accarezza una foto di Maxxie.

## Sid
- Diretto da: Simon Massey
- Scritto da: Bryan Elsley

Sid, chattando con Cassie, gli chiede di attivare la webcam per vederla, ma lei dice di non riuscirci. Nonostante questo, per sbaglio l'attiva, e, senza che lei lo sappia, lui la vede in una camera, seminuda a letto con un ragazzo. In realtà quel ragazzo è gay, e la sta aiutando a scegliere un completino intimo per sedurre Sid, ma quest'ultimo fraintende, in quanto il collegamento webcam si chiude prima che lui possa chiarire. Il padre di Sid, Mark Jenkins, appena entrato in camera ha visto la scena, cerca inutilmente di consolarlo, ma Sid gli fa notare che anche lui non ha saputo tenersi stretta la sua donna. Quel giorno devono arrivare Alex, il padre di Mark, e Sandy, il fratello, coi suoi due figli ; per questo Mark ha convinto la moglie a tornare da lui per non rivelare a suo padre che lei sta con un altro compagno. Il padre di Mark non ha stima per lui ed appare molto legato a Sandy, infatti gli ha lasciato la sua ditta e gli sta per comprare una casa da 1,7 milioni di sterline. Sid, parlando in privato con Mark, gli fa notare che è stato trattato veramente male e considerato quasi uno sconosciuto. Un esempio sta nel fatto che il padre di Mark, il fratello ed i nipoti si chiamano rispettivamente Alex, Sandy, Lex e Ally, tutte abbreviazioni di Alexander. Inoltre in ogni discorso Alex trova il modo di parlare male di Mark, considerandolo un fallito, e di elogiare Sandy, ma Mark non vuole difendersi perché il padre ha da anni una malattia al cuore e rischia di morire. Sid riesce a parlare con Cassie via webcam e la lascia offendendola e sgridandola, senza darle il tempo di spiegare. Intanto, mentre tra Mark e la moglie, insieme a letto, sembra rinascere qualcosa, il nuovo compagno della madre di Sid raggiunge la casa ed entra con la forza per riprendersi la sua donna. Questa azione fa sì che Alex scopra la verità su Mark e la moglie, occasione per offenderlo di nuovo e maltrattarlo. Mark non riesce più a contenersi e butta fuori di casa gli ospiti comprendendo che suo padre ha sempre usato la sua malattia per sfruttarlo. Prima di portare al pronto soccorso il proprio compagno, la moglie di Mark gli promette che lo chiamerà entro pochi giorni; lui, finalmente realizzato, si siede in poltrona con un drink in una mano ed una sigaretta nell'altra e viene trovato morto da Sid il mattino seguente.
Sid è disperato e non sa come comportarsi, va a scuola, cerca di parlare con Tony ma non riesce a dirgli cosa è successo. I due vanno ad una festa e finalmente Sid riesce a dire tutto a Tony, che lo accompagna a casa e lo convince a chiamare sua madre. La puntata termina con Sid che decide di partire per la Scozia per riconciliarsi con Cassie, ma lei ha avuto la stessa idea ed è partita per andarlo a trovare a Bristol.

## Michelle
- Diretto da: Simon Massey
- Scritto da: Sally Tatchell

Michelle, passando davanti alla casa di Tony, è indecisa se andarlo a trovare, quando lui le manda un messaggio, per cui lei decide di andarci. Nonostante l'atteggiamento di Anthea, irritata dal fatto che dopo l'incidente Michelle abbia lasciato Tony da solo, lui insiste e la fa salire. L'incontro è assai deludente, visto che lei cerca di sedurlo, ma lui sembra essere diventato impotente. Michelle se ne va con un regalo di compleanno lasciatole da Tony, che preferisce non andare alla festa. Lei si trasferisce in una nuova casa appartenente al nuovo compagno della madre, ricco e con una figlia di primo letto viziata che suscita l'antipatia di Michelle. Gli altri ragazzi, che non erano molto invogliati ad andare alla festa di compleanno, cambiano idea dopo aver conosciuto la sorellastra di Michelle, che mette a disposizione la sua automobile per andare in spiaggia tutti insieme a festeggiare per poi dormire in tenda.
In campeggio Maxxie viene a sapere della relazione tra Anwar e Sketch, che ha raggiunto di nascosto la spiaggia, e non rimane molto felice del fatto che Anwar non gli abbia parlato della cosa. Durante la notte Sid e Michelle fanno l'amore e la mattina dopo, mentre lui dorme, lei scarta il regalo di Tony trovando un orologio. La puntata termina quando i due vanno a casa di Sid ed entrano in camera per copulare trovandovi Cassie, che era tornata per spiegare a Sid cosa era successo in Scozia e riconciliarsi con lui.

## Chris
- Diretto da: Harry Enfield
- Scritto da: Ben Schiffer

Chris viene espulso dal college a causa dei suoi pessimi voti e del suo comportamento trasgressivo. Cercando disperatamente di risolvere il suo problema, fa un patto con Jal, secondo il quale lei non deve più dire di no alle proposte che le vengono fatte, mentre lui deve smettere di dire 'fanculo' e cercare un lavoro. La sera i ragazzi partecipano ad una festa dove Cassie fa scoprire a tutti la relazione tra Sid e Michelle. Chris promette a Jal che cercherà di smettere di drogarsi e cercherà un lavoro onesto. I due, in un momento confusionale si baciano e si mettono insieme. Lui trova lavoro in un'agenzia immobiliare e va a vivere abusivamente in una casa piccola e invivibile, che non riesce a vendere, convincendo Jal che la casa sia sua. Lei, molto contenta che abbia trovato lavoro e casa in un giorno solo, copula con lui. Cassie va a vivere a casa di Chris, e, senza avvertirlo organizza una festa di inaugurazione.
Angie torna in città e va a trovare Chris sul lavoro. Lui è confuso perché sa di amare Jal, ma è profondamente attratto da Angie, che, la sera della festa di inaugurazione, in assenza di Jal, lo seduce copulando in bagno. Chris si ferma a metà pensando a Jal, ma quest'ultima, giunta alla festa, capisce che cos'è successo e lascia il ragazzo, proprio il giorno in cui scopre di essere incinta di lui. L'episodio si conclude con Angie che lascia una casa a Chris, e Jal che si rimette insieme a quest'ultimo, dopo aver capito che l'ama davvero.

## Tony
- Diretto da: Harry Enfield
- Scritto da: Jamie Brittain

Le condizioni fisiche e mentali di Tony stanno nettamente migliorando, ma, ad una festa con gli amici, si scopre molto turbato dalla relazione tra Sid e Michelle. Non avendo fatto uso di droghe dal giorno dell'incidente, ne sente una voglia pazzesca per cui prende alcune pasticche, il cui effetto è inizialmente piacevole, ma va pian piano trasformandosi in uno sfogo di gelosia verso Sid, per finire in un attacco di panico. Tony corre in bagno, vomita, ed inizia a respirare a fatica, ma, dal bagno accanto, una ragazza, Beth (Janet Montgomery) gli parla aiutandolo a superare l'attacco. Superato il panico Tony la vede finalmente in faccia e parlando con lei scopre che, nonostante sia per lui una sconosciuta, sembra conoscerlo molto bene.
L'indomani Tony, dopo che Sid e Michelle sono andati a trovarlo per cercare invano di fargli accettare la situazione, si reca ad un colloquio per accedere all'università, trovandosi in una bizzarra situazione a metà tra il sogno e la realtà. Durante il viaggio in treno, incontra un uomo con metà faccia ricoperta di piaghe da ustione. L'uomo, come la ragazza della sera prima, parla in modo strano, sembra sapere molte cose riguardo a Tony e cerca di fargli capire, usando come metafora le sue cicatrici, che non deve nascondere i suoi problemi, ma li deve esprimere per tentare di risolverli. All'università Tony incontra alcune persone a dir poco strane: un preside senza scrupoli, identico all'uomo sul treno eccetto per le cicatrici; la ragazza che ha conosciuto nel locale la sera prima, che cerca di condurre Tony alla trasgressione e ad un comportamento da persona libera, e due guide a dir poco bizzarre che cercano invece di tenerlo lontano dalla ragazza e di fargli rispettare rigorosamente le regole. Tony, in questa continua lotta tra trasgressione e rigore, finisce ad avere un rapporto sessuale con la ragazza, sconfiggendo finalmente l'impotenza causata dall'incidente e tornando a tutti gli effetti sano e intelligente com'era prima.
Tornando ad una festa nello stesso locale della sera precedente, Tony va in bagno, dove trova Sid e Michelle che copulano e li ferma, cercando di far capire loro che la situazione che si è venuta a creare è profondamente sbagliata; Sid ama Cassie, e in realtà sta con Michelle solo per consolarsi, Michelle invece usa Sid come rimpiazzo di Tony, che, fino a quel momento, non era più capace, fisicamente e mentalmente, di amarla.
La puntata termina mentre Tony si spoglia per andare a letto, felice di essere finalmente guarito e con la sensazione che tutti i problemi e le situazioni sgradevoli conseguenti all'incidente iniziano a dissolversi. Mentre si spoglia, si nota sulla sua spalla un tatuaggio, simbolo di passione.
Probabilmente, tutto ciò era successo a causa dalle droghe assunte da Tony, infatti il tatuaggio di Tony è lo stesso della ragazza misteriosa. Questo spiegherebbe tutte le stranezze di questo episodio.

## Effy
- Diretto da: Simon Massey
- Scritto da: Lucy Kirkwood

In casa Stonem la situazione non è delle migliori: il padre di Tony ed Effy è andato in Francia per lavoro e la madre, in seguito all'incidente di Tony e alla mancanza del marito, è caduta in depressione. Effy deve riuscire a portare alla sua insegnante d'arte un buon lavoro entro la fine della settimana, altrimenti verrà espulsa dalla scuola. Inoltre, la stessa insegnante, le affida il compito di seguire ed aiutare Pandora, una sua nuova compagna di classe alquanto bizzarra. Effy non ha idea di come portare a termine il suo lavoro, quindi sfruttando la situazione di Sid, che vorrebbe tornare con Cassie ma lei lo ignora, gli propone di fare un disegno per lei, con la promessa che lei stessa, in cambio, rimetterà a posto il suo rapporto con Tony e con Cassie. Sid, dopo parecchi tentativi, riesce a completare una discreta pittura. Effy intanto si è adoperata sfruttando una serie di situazioni per aiutare Tony a riconciliarsi con Michelle e Sid a tornare con Cassie.
Michelle aveva rispedito a Tony l'orologio che le aveva regalato, ma frantumato. Effy lo fa aggiustare e lo invia a Michelle dopo averci fatto incidere la scritta 'Forever'. In seguito va a parlare con Cassie cercando invano di convincerla a tornare da Sid. Non essendoci riuscita convince un ragazzino innamorato di lei a sedurre Cassie, fotografandoli mentre si baciano. Mentre Sid dorme in camera di Effy dopo aver completato il disegno, lei gli attacca addosso le foto di Cassie con il ragazzino. Queste suscitano l'ira di Sid che, raggiunta tempestivamente la casa dove abita Cassie, ha una discussione con lei e finiscono per rimettersi insieme.
Alla fine Effy prende il disegno fatto da Sid, dandolo però a Pandora e non completandone uno per sé. Viene quindi espulsa dalla scuola, senza aver prima però aver espresso, la sua idea di emozioni dell'arte, suscitando il compiacimento della sua insegnante. Sid si riavvicina a Tony e in casa Stonem ritorna il padre, facendo contenta Anthea.

## Jal
- Diretto da: Simon Massey
- Scritto da: Daniel Kaluuya

Jal è combattuta e confusa, e sta pensando di abortire. Tuttavia non riesce a dirlo a Chris e si nasconde dietro le sue audizioni di clarinetto al conservatorio. Le cose sono complicate ancor di più dall'arrivo degli esami, e la decisione della preside di fare lezioni aggiuntive per preparare meglio la classe, ritenuta poco efficiente, agli esami è una cosa che Jal non riuscirà a sostenere. Come se non bastasse anche i rapporti con il padre, già turbolenti, vengono guastati ancora di più dalla sua confessione a bruciapelo di essere incinta, davanti al padre e i fratelli. In questo episodio si scoprirà che anche Cassie sa della gravidanza di Jal, e poi lo verrà a sapere anche Michelle. L'episodio si conclude in modo traumatico: Jal e Cassie verranno a sapere che Chris, ricoverato d'urgenza all'ospedale, ha tenuto nascosto per tutto quel tempo di essere erede di una malattia particolare, un embolo al cervello che aveva ucciso tempo addietro suo fratello Peter.

## Cassie
- Diretto da: Charles Martin
- Scritto da: Bryan Elsley

Cassie continua la sua convivenza con Chris e Jal, a cui si è aggiunto anche Sid. Jal è sempre molto impegnata e quindi si assenta spesso da casa, per questo Cassie si prende cura di Chris, dimesso dall'ospedale. Cassie sosterrà, non senza difficoltà, un esame di filosofia. Una volta tornata a casa, Sid le annuncia che di lì a poco ceneranno insieme a Tony e Michelle. Cassie non sopporta la presenza di Michelle, e per questo lascerà la tavola prima della fine della cena. Cassie si rifugia in camera, in preda a paure e turbamenti. Sid la segue, e, dopo aver parlato un po', i due si lasciano andare ad una notte di passione. Nel frattempo arriva Jal; Tony e Michelle se ne vanno, lasciando Chris e Jal da soli e Jal gli confessa di essere incinta e di voler abortire. La sera seguente Cassie, tornando a casa, incontra la madre di Chris, disperata alla sola idea che anche lui possa morire per la stessa malattia di suo figlio più grande, perciò decide di andarsene prima di aver parlato con lui. Cassie entra in casa e si intrattiene con Chris, regalandogli la maglietta che aveva rubato per lui il giorno prima. Purtroppo, quella stessa sera, Chris sarà preso da un altro attacco, quello fatale. Cassie chiama l'ambulanza e in preda al dolore e al panico, scappa. Fugge fino in America, a New York, abbandonando Sid e gli altri e trovando ospitalità presso Adam, un ragazzo di Manhattan.

## Everyone
- Diretto da: Charles Martin
- Scritto da: Jack Thorne

Il postino consegna le buste con i risultati dell'esame a tutti i ragazzi. La promessa fatta a Chris è quella di aprire le lettere dopo il funerale. Sid è rimasto a dormire da Tony dopo una notte passata fuori a bere e mentre dorme "sogna" Cassie. Quando torna a casa ha un incontro con Graham Miles, il padre di Chris che impone a Sid e ai suoi amici di non partecipare al funerale, accusandoli di essere dei tossici e di aver quindi "traviato" suo figlio. Sid sconvolto va da Tony per raccontargli ciò che è appena successo. Insieme decidono di rubare il feretro in modo da poter celebrare un proprio personale funerale e onorare in questo modo Chris. Ecco che parte la bara, con un inseguimento del carro funebre alla Mini del padre di Sid, sulla quale è legata la bara trafugata. Nel frattempo Anwar è preoccupato per il risultato degli esami. Jal, dopo aver abortito, va a dormire da Michelle che cerca di aiutarla a superare il trauma. Intanto Sid e Tony portano la bara nell'appartamento dove hanno convissuto Chris e Cassie, ma Jal e Michelle non condividono il gesto compiuto e convincono Sid e Tony a riportare indietro il feretro. Al funerale, ovviamente, tutti gli amici si presentano e ricordano Chris come lui avrebbe voluto. È il momento di aprire le buste, sono tutti diplomati, tranne Anwar, che avendo già aperto la busta nel pomeriggio se ne va prima che gli altri lo scoprano, e, confuso, va a parlare con Sketch. I due si interrogano sul futuro. Sid, grazie a un regalo di Tony, può partire per New York per cercare Cassie. Nella penultima immagine il ragazzo si ferma di fronte al bar dove Cassie lavora, ma i due non si incrociano. Riusciranno a ritrovarsi? Maxxie parte per Londra con il suo ragazzo James, e chiede ad Anwar, giunto appena in tempo a salutarli, di partire insieme con loro. Sketch rimarrà a Bristol da sola come già aveva immaginato. Tony andrà a Cardiff e Michelle a York; i due si riconciliano, ma non si rimettono insieme. Jal studierà clarinetto. Nell'ultima inquadratura si vede Effy che sorride nel letto di Tony, nella stessa posizione del fratello nella scena di apertura della prima stagione.